# Lago di Caldonazzo
Il lago di Caldonazzo  è un lago del Trentino, il maggiore tra quelli interamente entro i confini della provincia e anche l'unico tra questi in cui si può praticare lo sci nautico, la canoa e altri sport acquatici. Ci sono stabilimenti balneari e spiagge libere.
Per l'anno 2014 il lago ha ottenuto il prestigioso riconoscimento internazionale Bandiera Blu. della FEE (Foundation for Environmental Education), grazie alle limpide acque, alla spiaggia e alle politiche di gestione turistico-ambientali ecosostenibili. Riconfermata anche per il 2023.

## Geografia

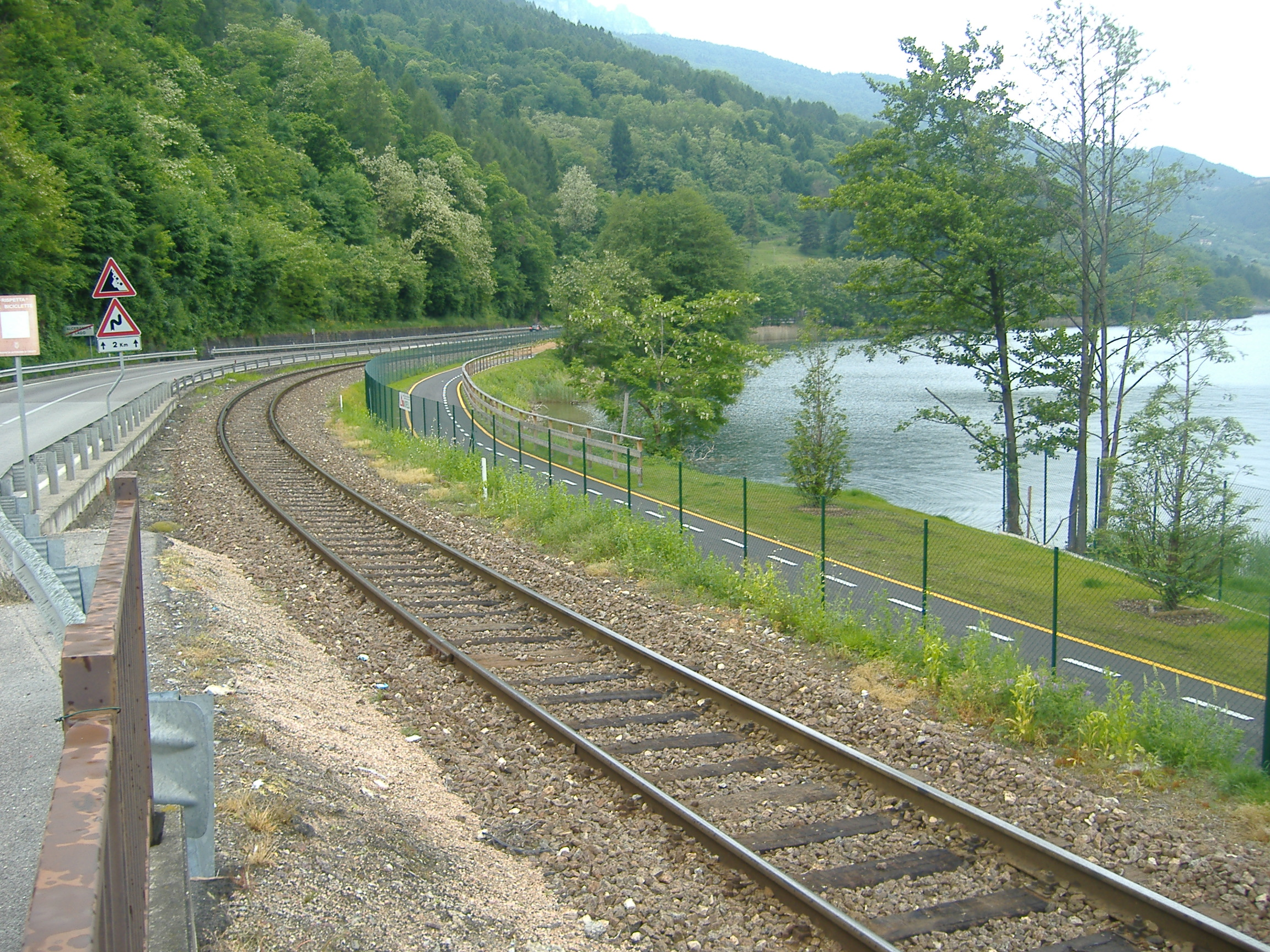
Pista ciclabile che corre fra il binario e il lago

Il lago si trova nella Comunità Alta Valsugana e Bersntol e sulle sue sponde si sviluppano i comuni di Caldonazzo, Calceranica al Lago, Pergine Valsugana e Tenna. Il lago dà origine al fiume Brenta.
Sull'argine settentrionale del lago corre la Strada statale 47 della Valsugana. Lungo questo tratto, a causa delle difficoltà ambientali, sono presenti numerose gallerie e la strada presenta solamente 2 corsie.
Sull'argine meridionale invece corre la strada provinciale 1 che collega i centri di Calceranica al Lago e San Cristoforo al Lago (frazione di Pergine Valsugana). Sempre sul versante meridionale si trova il binario unico della Ferrovia della Valsugana, oltre al tracciato asfaltato della Ciclopista della Valsugana.

## Sport praticabili
Sul lago è possibile praticare numerosi sport acquatici, tra i quali la canoa, la vela, il windsurf e lo sci nautico. Proprio in questa disciplina il lago ha rivestito un ruolo importante: è stato, ed è ancora, il "campo di allenamento" di Thomas Degasperi, sciatore nautico trentino specialista nella disciplina dello slalom, campione europeo e mondiale.

## Eventi
Sul lago si svolgono numerosi eventi, soprattutto nel periodo estivo.
- Palio dei Draghi (o Dragon Boat), competizione tra imbarcazioni spinte da numerosi vogatori. Le imbarcazioni ricordano vagamente la sagoma di draghi, da cui il nome della gara.
- Facoltiadi, organizzate ogni anno nel mese di maggio dal Centro Universitario Sportivo dell'Università degli studi di Trento. Le discipline previste sono il beach volley, il calcio saponato e una versione minore del Dragon Boat.